# Malmbergs gylling

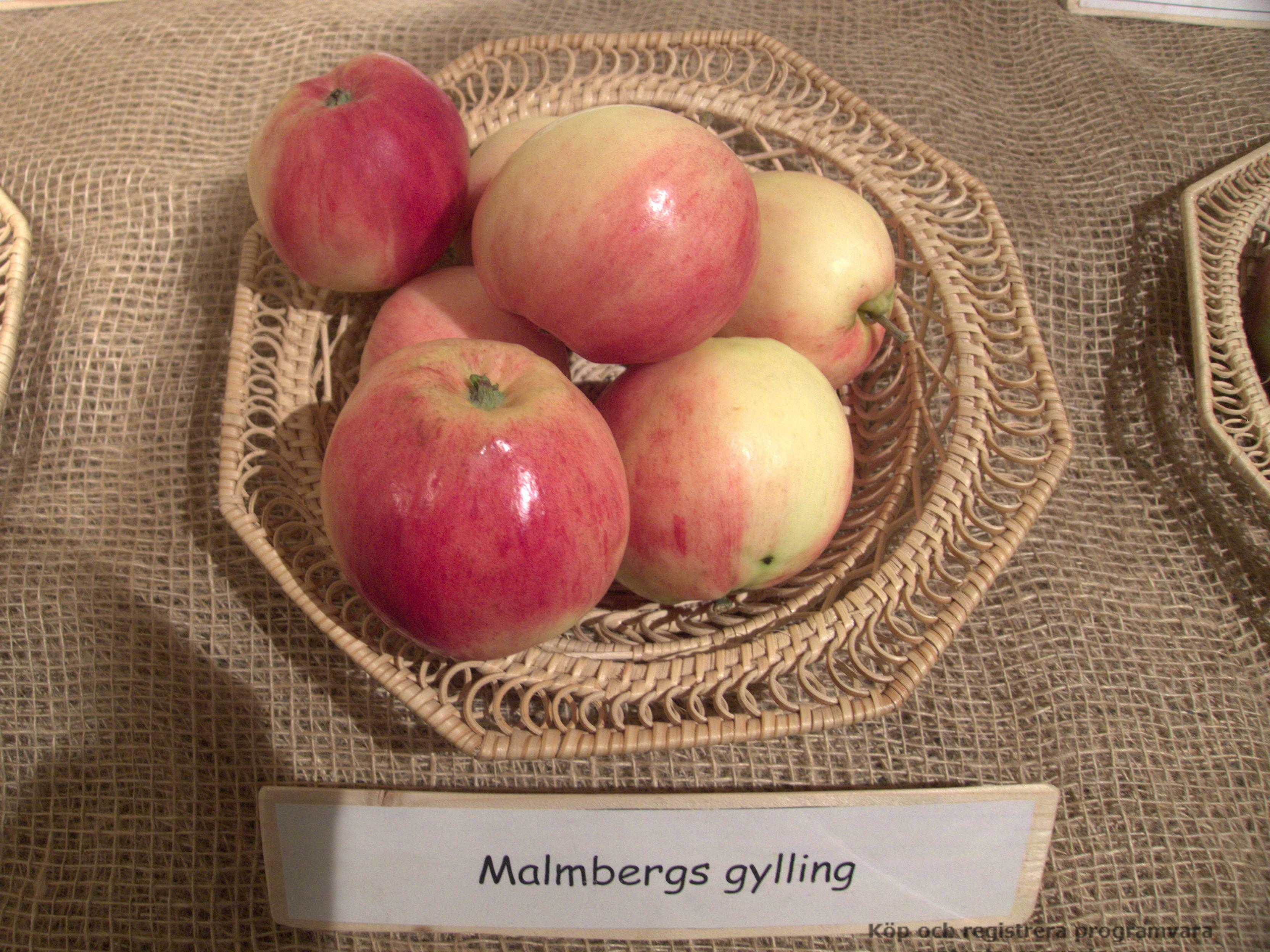
Malmbergs gylling.

Malmbergs gylling är en äppelsort som utsetts till landskapsäpple för Gästrikland. Skördas i september och håller till november. Zon 4.